# ريتيرو (محطة مترو أنفاق مدريد)
ريتيرو (بالإسبانية: Retiro)‏ هي محطة مترو أنفاق في مدريد في إسبانيا، تقع على الخط رقم 2.